# Quantanthura menziesi
Quantanthura menziesi is een pissebed uit de familie Anthuridae. De wetenschappelijke naam van de soort is voor het eerst geldig gepubliceerd in 1979 door Brian Frederick Kensley & Koening.